# Kamienica przy ul. Rwańskiej 8 w Radomiu
Kamienica przy ul. Rwańskiej 8 w Radomiu – zabytkowa kamienica z XIX wieku położona w Radomiu przy ul. Rwańskiej 8 w dzielnicy Miasto Kazimierzowskie.
Obiekt wpisany jest do rejestru zabytków Narodowego Instytutu Dziedzictwa pod numerem A-1042 z 7.07.2011. Znajduje się też w gminnej ewidencji zabytków miasta Radomia. Według wpisu do rejestru zabytków oraz gminnej ewidencji zabytków budynek powstał w 2. połowie XIX wieku. W przeszłości w kamienicy przyjmował m.in. felczer Abram Finkielsztajn.
Kamienica przeszła gruntowny remont obejmujący zarówno renowację fasady, jak i wymianę stropów, dachu oraz instalacji. Po renowacji w kamienicy znajdują się 3 lokale użytkowe oraz 12 mieszkań z możliwością łączenia. Północna i południowa strona budynku wyposażona jest w balkony. Wjazd na działkę oraz parking znajduje się od strony parafii św. Jana Chrzciciela. Pogłębione i poszerzone piwnice budynku mają powierzchnię ok. 500m².